# Zadni Granat
Der Zadni Granat ist ein Berg in der polnischen Hohen Tatra mit einer Höhe von 2240 m n.p.m. im Massiv der Granaty. Über seinen Gipfel führt der Höhenweg Orla Perć.

## Lage und Umgebung
Unterhalb des Gipfels liegen zwei Täler, die Dolina Buczynowa im Osten, die Dolina Czarna Gąsienicowa im Westen. 
Vom Gipfel der Pośredni Granat wird der Zadni Granat durch den Bergpass Pośrednia Sieczkowa Przełączka getrennt und vom Gipfel Czarne Ściany durch den Bergpass Zadnia Sieczkowa Przełączka.
Auf dem Gipfel steht ein eisernes Gipfelkreuz.

## Etymologie
Der Name Zadni Granat lässt sich als Hinterer Granat übersetzen. 

## Tourismus
Wanderer, die sich auf den Höhenweg Orla Perć wagen, müssen über den Gipfel gehen. Zudem führt ein Wanderweg vom Bergsee Zmarzły Staw Gąsienicowy auf den Gipfel.

### Routen zum Gipfel
Auf den Gipfel führt ein Höhenweg und ein Wanderweg:
- ▬ Der rot markierte Höhenweg Orla Perć vom Bergpass Zawrat über den Gipfel auf den Bergpass Krzyżne. Als Ausgangspunkt für eine Besteigung des Höhenwegs eignen sich die Berghütten Schronisko PTTK Murowaniec sowie Schronisko PTTK w Dolinie Pięciu Stawów Polskich.

- ▬ Ein grün markierter Wanderweg Orla Perć vom Bergsee Zmarzły Staw Gąsienicowy im Tal Dolina Czarna Gąsienicowa. Als Ausgangspunkt für eine Besteigung des Wanderwegs eignet sich die Berghütten Schronisko PTTK Murowaniec.

## Belege
- Zofia Radwańska-Paryska, Witold Henryk Paryski, Wielka encyklopedia tatrzańska, Poronin, Wyd. Górskie, 2004, ISBN 83-7104-009-1.
- Tatry Wysokie słowackie i polskie. Mapa turystyczna 1:25.000, Warszawa, 2005/06, Polkart ISBN 83-87873-26-8.